# Дрік Олександра Миколаївна
Дрік Олександра Миколаївна (нар. 9 червня 1987, Київ) — громадська діячка, аналітик-міжнародник, юрист, радник Міністра оборони України (2019—2020). Після перемоги Революції Гідності була одним із найвідоміших активістів антикорупційного руху в Україні. Як експерт з антикорупційної політики, адвокатувала запуск системи електронного декларування в Україні та ефективну перевірку декларацій, перезавантаження НАЗК, ухвалення національної Антикорупційної стратегії. Після повномасштабного російського вторгнення в Україну у 2022 займається міжнародною адвокацією і громадською дипломатією.

## Освіта
Середню освіту отримала в Українському гуманітарньому ліцеї.
Після закінчення у 2004 вступила до Інституту міжнародних відносин КНУ ім. Т. Шевченка на спеціальність міжнародна інформація.
Після отримання диплому бакалавра у 2008 продовжила навчення у Великій Британії.
У 2009 закінчила Шеффілдський міжнародний коледж за напрямком бізнес, право і гуманітарні науки. За академічні досягнення нагороджена стипендією для продовження навчання в Університеті Шеффілду, куди вступила на факультет політики.
У 2010 отримала диплом Магістра міжнародної політики і права з відзнакою. Тема дипломної роботи: «Наскільки захищена Україна? Аналіз військової, політичної, економічної та соціальної безпеки: загрози та виклики».
У 2019 отримала ще одну освіту в Київському національному університеті ім. Т. Шевченка за напрямком право, має диплом юриста. Тема дипломної роботи: «Місце конституційної реформи в процесі системних змін суспільно-політичного життя в Україні».

## Антикорупційна діяльність

### Громадська діяльність
Під час Революції Гідності приєдналась до люстраційного руху, у 2015 очолила Громадський люстраційний комітет — громадську організацію, створену з метою очищення влади від корумпованих та недемократичних еліт.
У 2016 році ініціювала та координувала коаліцію з шести антикорупційних громадських організацій під назвою «Декларації під контролем», яка адвокатувала запуск і належне функціонування системи електронного декларування через співпрацю з парламентським Комітетом з питань запобігання та протидії корупції, моніторинг виконання закону і реагування на порушення, захист антикорупційного законодавства, в тому числі через проведення вуличних акцій, перевірку декларацій і залучення представників громадянського суспільства до виявлення порушень в деклараціях через онлайн інструменти. Під час цієї кампанії англомовне українське видання KyivPost включило Олександру Дрік до свого щотижневого рейтингу реформаторів.
У 2016 році стала однією з 9 співзасновників Громадської ради доброчесності, яка здійснює моніторинг судової реформи. У 2017 році була обрана членом Громадської ради Національного агентства з питань запобігання корупції, подала у відставку того ж року, заявляючи про політичну залежність керівництва НАЗК та виступаючи за перезавантаження НАЗК. З тих пір адвокатувала прийняття відповідного законопроекту, що сталося восени 2019 року і призвело до переобрання керівництва органу. У 2018—2019 входила до Ради громадського контролю Національного антикорупційного бюро. Під час перебування в Раді була автором і ведучою телепередачі на національному 24-му каналі під назвою «Справа детектива», в якій детективи НАБУ розповідали про гучні антикорупційні розслідування.
З 2016 року веде блог на Українській правді [Архівовано 6 липня 2020 у Wayback Machine.] і має понад 50 публікацій українською та англійською мовами. З 2017 по 2019 була автором та ведучою майже 100 випусків щотижневої програми «Антикорупційний майдан» [Архівовано 26 липня 2020 у Wayback Machine.] на загальнонаціональному 24 каналі.

### Парламентські вибори 2019
У 2019 на позачергових виборах до Верховної Ради України балотувалась за списками парламентської політичної партії «Об'єднання Самопоміч» (№ 3 у списку), проте партія не подолала прохідного бар'єру.

### Міністерство оборони України
У жовтні 2019, після формування нового уряду, призначена Міністром оборони України Андрієм Загороднюком радником з антикорупційної політики. У Міністерстві працювала над розробкою антикорупційного плану дій та реформи системи внутрішнього контролю та управління ризиками. Напрямок був визначений одним із пріоритетних реформ Міністерства оборони та Збройних сил України та затверджений Кабінетом Міністрів України як частина програми діяльності уряду. Залишила посаду в Міністерстві оборони разом зі зміною Міністра у березні 2020 року.

### Антикорупційна ініціатива ЄС в Україні
У 2020-2021 роках працювала антикорупційним експертом в Антикорупційний ініціативі Європейського Союзу в Україні – найбільшій програмі технічної допомоги Україні з боку ЄС у сфері боротьби з корупцією.

### Офіс реформ Кабінету Міністрів України
У 2021 була запрошена до роботи Офісу реформ Кабінету Міністрів України – організації, що допомагає Уряду України у розробці та втіленні пріоритетних для країни реформ.

## Міжнародна адвокація
Після повномасштабного російського вторгнення в Україну у 2022 почала записувати роз’яснювальні відео українською та англійською мовами про особливості міжнародного виміру російської війни проти України, які набули популярності в Instagram: чому НАТО не робить безпольотної зони, майже 87% росіян підтримують потенційне вторгнення у країни ЄС, заявка на членство в ЄС: що це і які перспективи, санкції: що таке і для чого потрібні?, чому важливо визнання дій Росії в Україні геноцидом?, яке набрало більше 85 тис. переглядів, та інші.

25 квітня 2022, розповідаючи про свій перший виїзд на міжнародну конференцію за кордон з моменту повномасштабного вторгнення, сказала: 
«і розлютило, і засмутило те, що там побачила, ... бо там не усвідомлюють і не відчувають всього того невимовного жаху, який Росія чинить в Україні». 
Відео набрало 93 тис. переглядів. З того часу почала активно працювати з міжнародними організаціями і урядами, розповідаючи про те, що відбувається в Україні.

17 травня 2022 виступала на спеціальному заході під час засідання ОБСЄ у Відні, де розповідала про депортацію та використання українців як живого щита. Ділячись враженнями після нього, сказала: 
«нам може здаватись, що нас підтримує весь світ, але це не так, і потрібно продовжувати формувати антипутінську коаліцію у світі».
Невдовзі після цього стало відомо, що вона почала працювати з Центром громадянських свобод – правозахисною організацією, яка з початку повномасштабного вторгнення документувала злочини росії в Україні, де займалась саме міжнародною адвокацією, громадською дипломатією, публічно просуваючи потрібні для України рішення.
1 липня 2022 брала участь в конференції Міжнародного кримінального суду в Гаазі, а вже за два тижні зустрічалась зі слідчими цього суду, які працюють над розслідуванням справи, пов'язаної з російською агресією проти України. 14 липня була одним із двох представників українського громадянського суспільства, які виступили на організованій урядом Нідерландів Ukraine Accountability Conference – закритій конференції в Гаазі, в якій взяли участь Міністри закордонних справ та високопосадовці 45 країн-учасниць, що домовились про створення так званої групи Діалогу з відповідальності під керівництвом Офісу Генерального прокурора України.
Адвокатувала ідею створення міжнародного трибуналу для притягнення російського вищого керівництва до відповідальності за агресію проти України. Виступаючи від імені Глобальної ініціативи «Трибунал для Путіна», організувала і модерувала спеціальний захід під час засідання ОБСЄ 18-19 липня 2022 у Відні, куди Центр громадянських свобод привіз українців з Маріуполя і Гостомеля, які пережили примусове переміщення, депортацію та фільтрацію, а дехто і досі був в полоні. Посол США в ОБСЄ був настільки вражений під час цього заходу, що написав про це у своєму Twitter, а невдовзі тема фільтрації була піднята н Раді безпеки ООН, куди Олександру Дрік запросили виступити. Критикувала публічні заяви Amnesty international як необгрунтовані.
7 вересня 2022 року Олександра Дрік від імені Центру громадянських свобод виступила на засіданні Ради безпеки ООН, розказавши про практику так званої «фільтрації», яку Росія здійснює на окупованих українських територіях.
У жовтні 2022 року стало відомо, що Центр громадянських свобод став лауреатом Нобелівської премії миру 2022 року.
У листопаді 2022 року у складі делегації українського громадянського суспільства адвокатувала підтримку України в Африці, зокрема в Кенії та Ефіопії.
У березні 2023 року у складі делегації українського громадянського суспільства адвокатувала підтримку для України в Латинській Америці, зокрема Бразилії та Аргентині
Активно висвітлює процес і особливості міжнародного виміру російської війни проти України, записуючи роз’яснювальні відео для великої кількості підписників на своїх сторінках в Instagram, Facebook, TikTok, Youtube, українських та закордонних ЗМІ.